# Yutthana Jongnok
Yutthana Jongnok (* 6. September 1985) ist ein thailändischer Fußballspieler.

## Karriere
Yutthana Jongnok stand bis Ende 2015 beim Saraburi FC unter Vertrag. Wo er vorher gespielt hat, ist unbekannt. Der Verein aus Saraburi spielte in der ersten Liga des Landes, der Thai Premier League. 2015 absolvierte er 17 Erstligaspiele. Ende der Saison wurde der Verein aufgelöst. 2016 unterschrieb er einen Vertrag beim Udon Thani FC. Mit dem Verein aus Udon Thani spielte er in der dritten Liga, der damaligen Regional League Division 2, in der North/Eastern Region. Nach einem Jahr wechselte er 2017 zum Erstligisten Sisaket FC nach Sisaket. Für Sisaket absolvierte er 13 Erstligaspiele. Ende 2017 stieg er mit dem Klub in die zweite Liga ab. Seit Anfang 2018 ist er vertrags- und vereinslos.